# 中国书院博物馆
中国书院博物馆，位于中国长沙，设立于2002年，是全国唯一的书院专题博物馆。
中国书院博物馆包含岳麓书院和中国书院博物馆陈列馆两部分，后者总投资人民币5000多万元，建筑总面积4768平方米，由湖南大学魏春雨教授设计。

## 历史沿革
2001年，国务院批复同意建立中国书院博物馆。
2002年，以岳麓书院原状陈列为依托建立中国书院博物馆。
2006年，中国书院博物馆陈列馆项目奠基。
2007年4月16日，星云大师为中国书院博物馆捐款人民币1000万元。
2012年初中国书院博物馆建成，2012年7月1日正式对外开放。
2020年9月17日，习近平考察中国书院博物馆。

## 建筑展厅
博物馆为三栋联排建筑物，现代与古典风格相结合，坡面顶，清水混凝土外墙，与岳麓书院的古建筑群有机结合，呈现出一种低调的配角姿态。建筑的整体布局承袭了古代书院的斋舍风格，内部巧妙地设置了天井空间，外墙窗户采用用水平木构结构。
博物馆陈列总面积为2180平方米，五个展厅分为千年弦歌，书院教育、书院学术、书院祭祀、书院藏书与刻书，陈列展品176件（套），展品主要为古籍、匾额、文房、手稿等，其中包括：明刻宋真宗手书“岳麓书院”石碑坊、清代御赐匾额“学达性天”及“道南正脉”、清末民初《苏州吴县官立高等小学堂二年级成绩单》等。

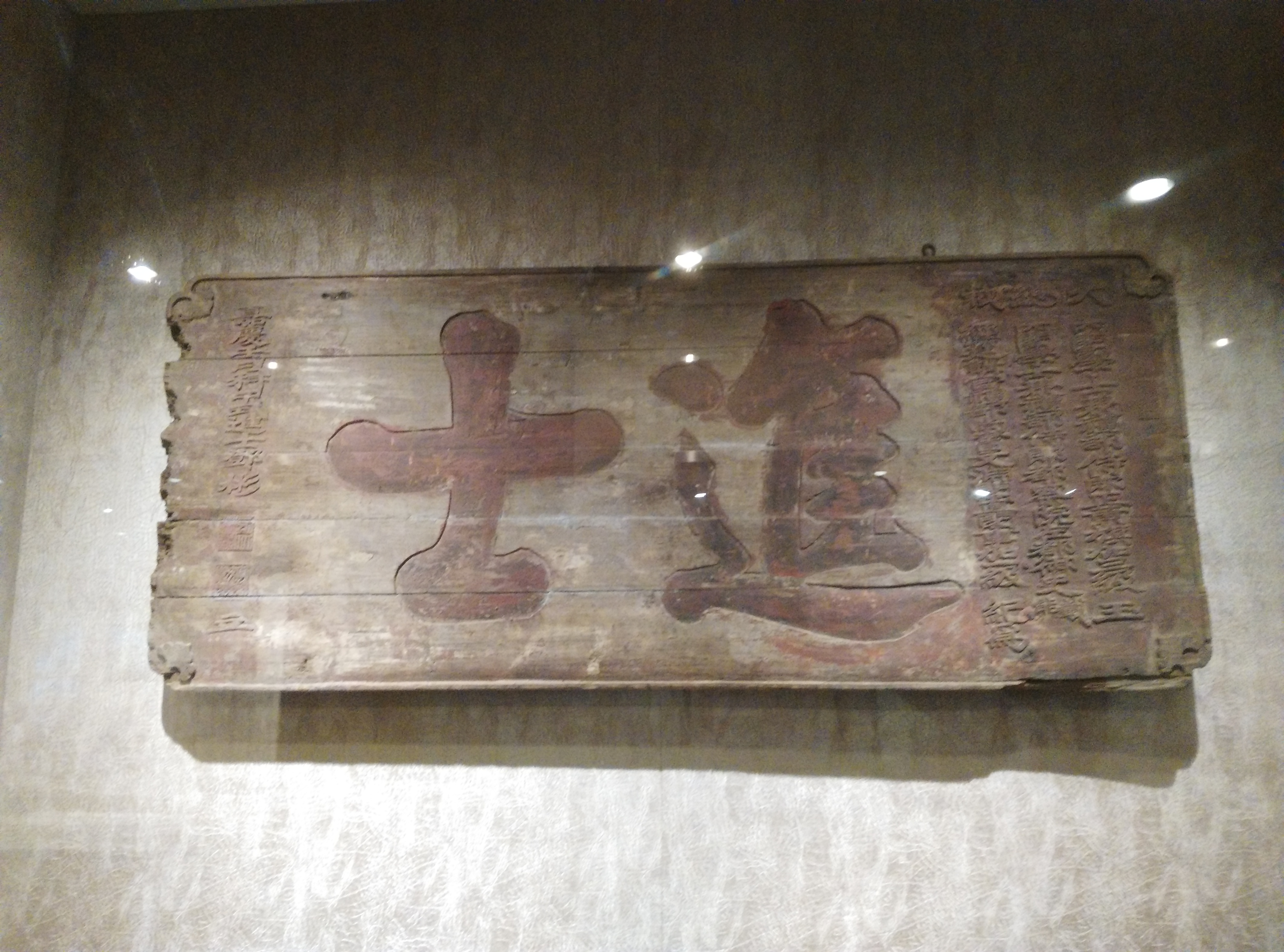
“进士”匾
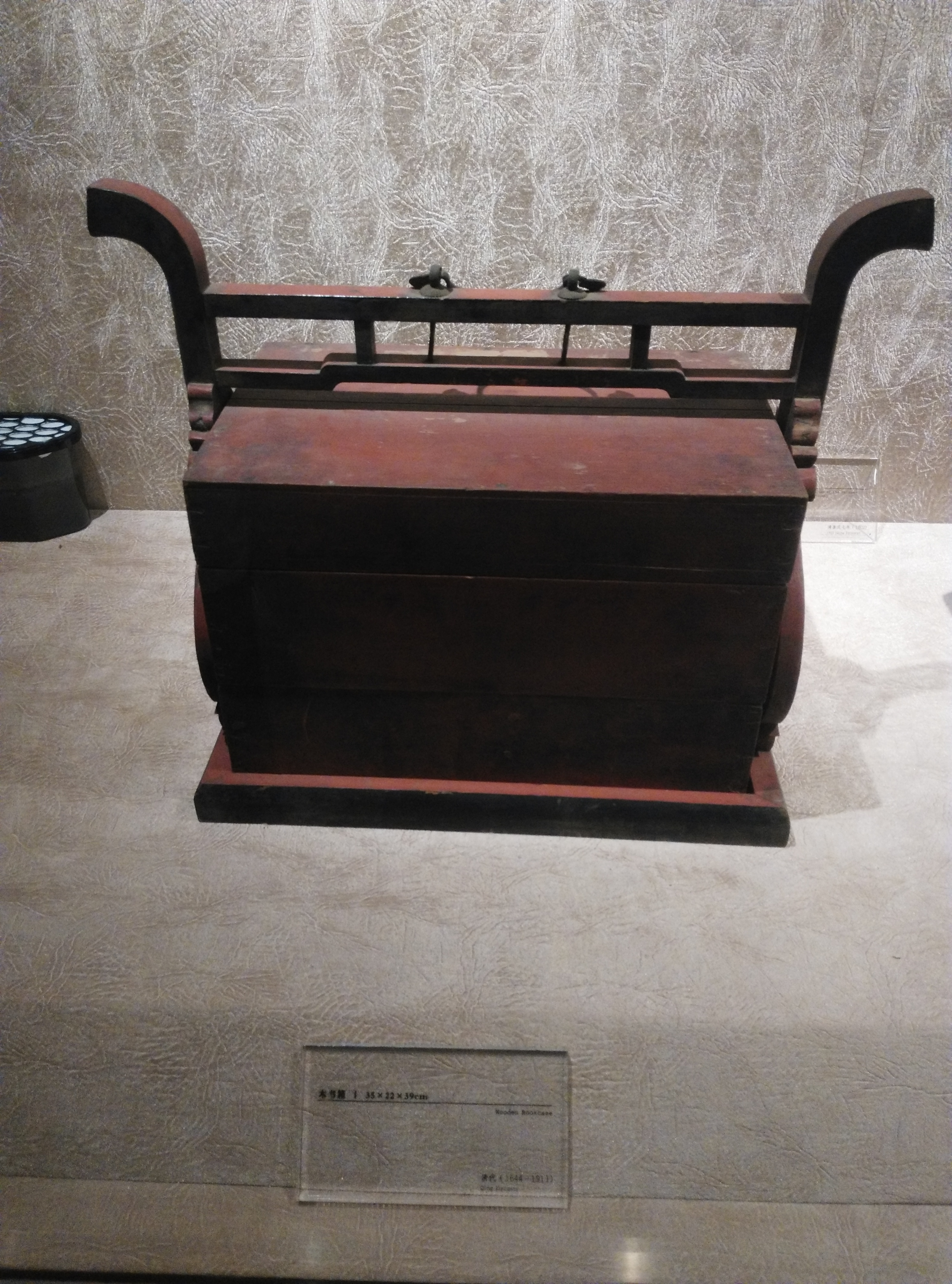
木考箱
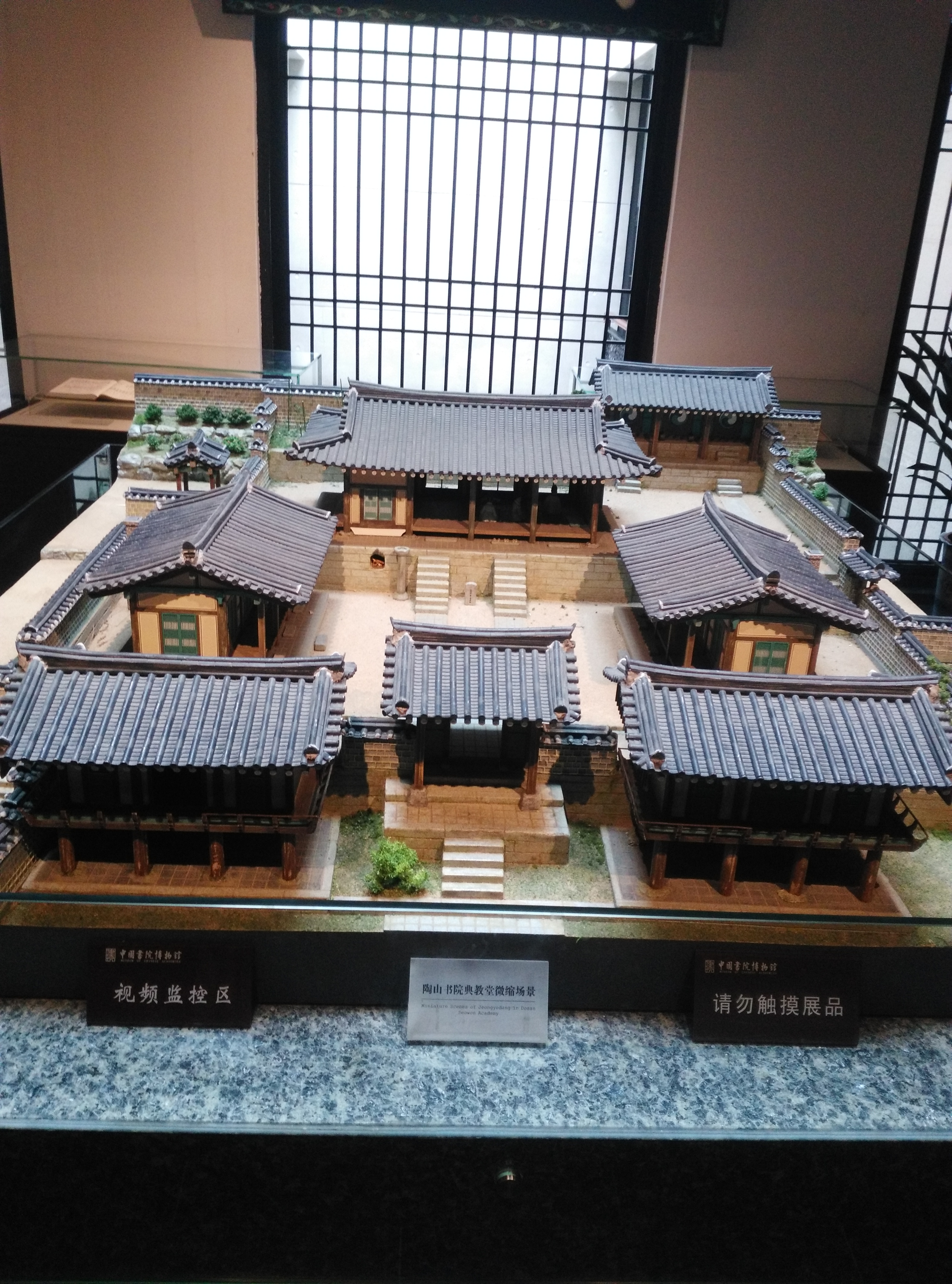
陶山书院模型
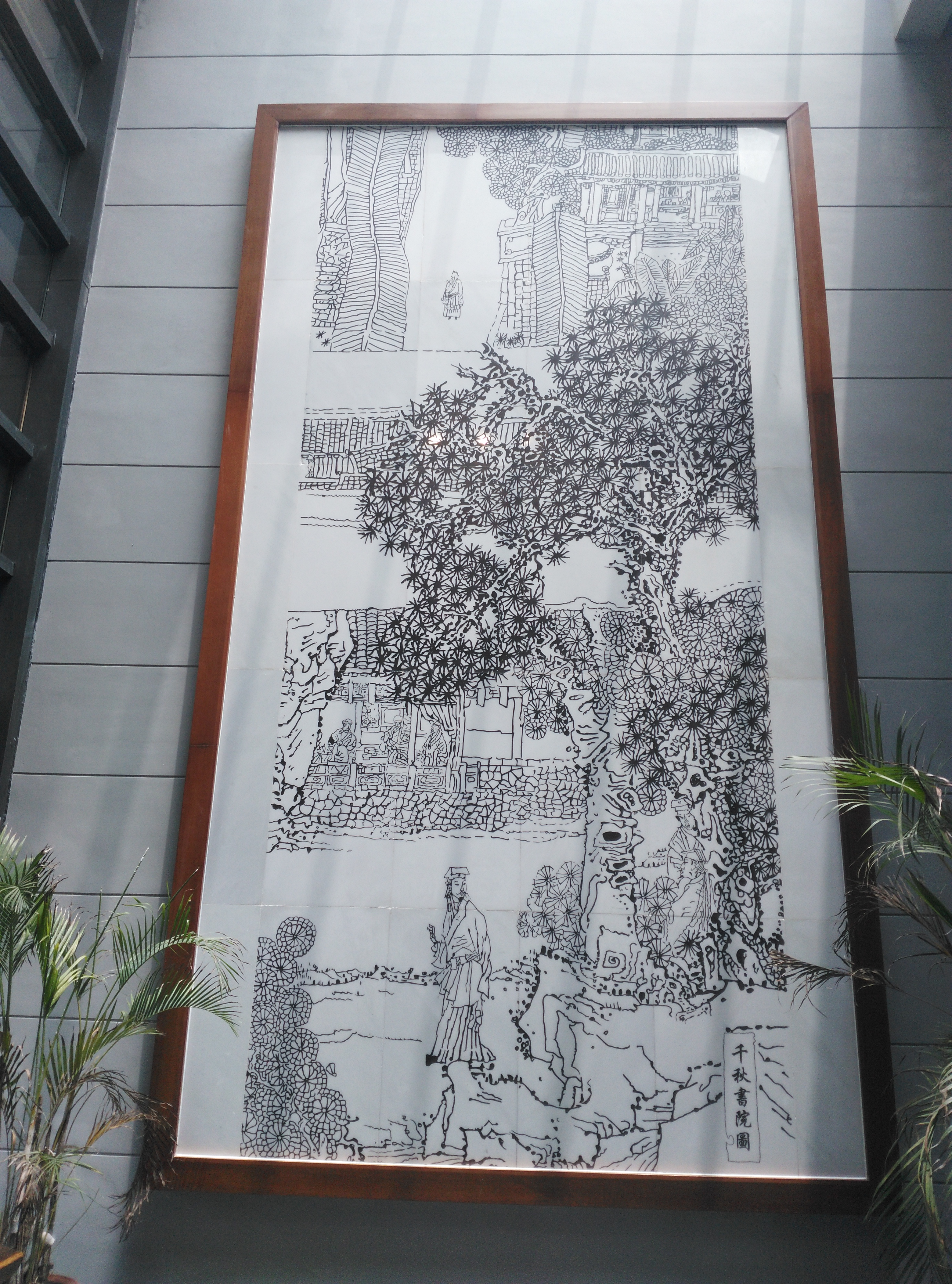
千秋书院图

## 藏品
博物馆藏品2600余件（套），其中包括93件一级文物、32件二级文物以及232件三级文物，类别包括书院刻本、课卷、文书、文房、名人手迹和题款匾额等。

### 书院刻本
馆藏书院刻本分三大类：大型丛书和类书系列、书院教学内容系列、书院志书系列。
- 大型丛书和类书系列：类书有元泰定三年（1326年）庐陵武溪书院刻本《新编古今事文类聚新集》和明嘉靖壬辰（1532年）刊《事类赋》；丛书有清同治五年（1866年）福州正谊书院刊《正谊堂全书》和清光绪十四年（1888年）宏道书院刊《惜阴轩丛书》。
- 书院教学内容系列：清康熙乙未年（1715年）绛山书院《四书答问》、乾隆年间成都尊经书院《经典释文考证》、同治十一年（1872年）应元书院刊《朱子语类》、光绪丁酉年（1897年）三原书院《小学集注》等、清光绪二十三年（1897）刻本《各省西学课艺汇海》、清光绪三十年（1904）江南高等学堂刻本《江南高等学堂算学课艺》。
- 书院志书系列：明郑廷鹄撰《白鹿洞志》、清同治十年（1871年）周兆兰补刻足本《白鹿洞书院志》、清咸丰十一年（1861年）重刊康熙《岳麓志》、同治六年（1867年）岳麓书院山长丁善庆编辑刊印《岳麓书院续志》及《瀛山书院志》《梯云书院志》《宝晋书院志》《敷文书院志》《渌江书院志》等。

### 书院课卷
馆藏课卷总计170余份，来自全国各地书院，包括云南五华书院、湖北问津书院、山西超山书院、河南豫章书院、安徽紫阳书院等。其中，清代五华书院董汉章的会试模拟卷实属精品。

### 书院文书
馆藏文书主要分为教学管理类和学田管理类。
- 教学管理类：清乾隆戊辰（1748年）岳麓书院学规、清秀水县学堂章程、清道光戊子仰山书院条规、清江中书院募捐藏书章程等。
- 学田管理类：安徽徽州书院及郡城书院收租执照、东山书院纳租执照等。
- 其他：科考卷票、科考浮漂等[13]。

### 书院文房
南宋岳麓书院山长张栻所用砚台现藏于台北故宫博物院。中国书院博物馆藏有石鼓书院学生“中兴四大名臣”彭玉麟的铜制笔洗。

### 名人手迹和题款匾额
- 名人手迹：岳麓书院罗典、徐棻、王闿运、曾熙、程颂万等山长和曾国藩、曾国荃、左宗棠等学生的手书对联或条屏[10]。包括：曾国藩“积德幽人”联、曾国荃节录《池北偶谈》条屏、梁启超书“时务学堂故址”、谭延闿“莲子菊花”对联[14]。
- 题款匾额：岳麓书院山长周焘、旷敏本、罗典、袁名曜、欧阳厚均、丁善庆等和学生贺长龄、贺熙龄、刘坤一、郭嵩焘、刘长佑、彭浚等的题款匾额[10]。包括：贺长龄题“超凤堂”书房匾、欧阳厚均“洛社仁风”匾、袁名曜“天禄诒经”匾[14]。

## 備註
1. ↑  一般语境中的“中国书院博物馆”特指“中国书院博物馆陈列馆”。